# ジョン・バダム
ジョン・マクドナルド・バダム（John MacDonald Badham、1939年8月25日 - ）は、イギリス生まれのアメリカ合衆国の映画監督、テレビドラマ監督。
イングランドのベッドフォードシャー州ルートン生まれ。母親は女優だった。幼い時にアメリカに移住しアメリカに帰化している。アラバマ州で育ち、イエール大学で学ぶ。1960年代後半からテレビの製作を手がけ、1977年の監督作『サタデー・ナイト・フィーバー』が世界的にヒット、ジャンルに囚われずに数々の作品を監督。2000年代以降は、大学で映画について教えながら、再びテレビドラマを中心に活動している。

## 監督作品
- The Bingo Long Traveling All-Stars & Motor Kings（1976）
- サタデー・ナイト・フィーバー Saturday Night Fever（1977）
- ドラキュラ Dracula（1979）
- この生命誰のもの Whose Life Is It Anyway?（1981）
- ウォー・ゲーム WarGames（1983）
- ブルーサンダー Blue Thunder（1983）
- アメリカン・フライヤーズ  American Flyers（1985）
- ショート・サーキット Short Circuit（1986）
- 張り込み Stakeout（1987）
- バード・オン・ワイヤー Bird on a Wire（1990）
- ハード・ウェイ The Hard Way（1991）
- アサシン Point of No Return（1993）
- 張り込みプラス Another Stakeout（1993）
- ドロップ・ゾーン Drop Zone（1994）
- ニック・オブ・タイム Nick of Time（1995）
- 迷宮のレンブラント Incognito（1997）

## テレビ映画
- 1971 - The Impatient Heart（NBC）
- 1973 - Isn't It Shocking?（ABC）
- 1974 - The Law（NBC）
- 1974 - The Gun（ABC）邦題：『ザ・ガン 運命の銃弾』
- 1974 - Reflections of Murder（ABC）
- 1974 - The Godchild（ABC）
- 1976 - The Keegans（CBS）
- 1998 - Floating Away（Showtime）
- 1999 - 『ジャック・ブル』The Jack Bull（HBO）
- 2000 - The Last Debate（Showtime）
- 2002 - Brother's Keeper（USA）
- 2002 - Obsessed（Lifetime）
- 2003 - Footsteps（CBS）
- 2004 - Evel Knievel（TNT）

## 主なテレビシリーズ監督
- 『サイレン』 Siren - Season 1, Episode 5 "Curse of the Starving Class"（2018）
- 『スーパーナチュラル』 Supernatural - Season 13, Episode 4 "The Big Empty"（2017）、Sason 3, episode 7 "Just the Two of Us"（2017）、Season 12, Episode 11 "Regarding Dean"（2017）、Season 12, Episode 6 "Celebrating the Life of Asa Fox"（2016）
- 『ラッシュアワー』 Rush Hour - Season 1/Episode 9 "Prisoner of Love"（2016）
- 『ザ・シールド ルール無用の警察バッジ』 The Shield（2003）テレビシリーズ、1エピソードのみ
- 『HEROES』（2006、2007）テレビシリーズ、2エピソード